# Coleophora espunaella
Coleophora espunaella is een vlinder uit de familie van de kokermotten (Coleophoridae). De wetenschappelijke naam van de soort is voor het eerst geldig gepubliceerd in 1978 door Glaser.